# Northwood (Ohio)
Northwood é uma cidade localizada no estado norte-americano de Ohio, no Condado de Wood.

## Demografia
Segundo o censo norte-americano de 2000, a sua população era de 5471 habitantes.
Em 2006, foi estimada uma população de 5482, um aumento de 11 (0.2%).

## Geografia
De acordo com o United States Census Bureau tem uma área de
21,8 km², dos quais 21,8 km² cobertos por terra e 0,0 km² cobertos por água.

## Localidades na vizinhança
O diagrama seguinte representa as localidades num raio de 12 km ao redor de Northwood.